# Энрот, Эрик
Эрик Сигфрид Энрот (швед. Erik Sigfrid Enroth; 11 декабря 1917, Гельсингфорс — 16 апреля 1975, Хельсинки, Финляндия) — финский художник, награждённый высшей государственной наградой для деятелей искусства — медалью «Pro Finlandia» (1963).

## Биография
Родился 11 декабря 1917 года в Гельсингфорсе, в Финляндии.
С 1938 по 1945 годы учился в академии изящных искусств в Хельсинки, а с 1945 по 1947 годы — в королевской академии свободных искусств в Стокгольме.
С 1955 по 1956 годы практиковался в художественной академии Гранд-Шомьер в Париже, а в 1957 году — в академии изящных искусств во Флоренции.
С 1951 года преподавал в школе искусств, а с 1965 по 1968 годы — в художественной академии в Хельсинки.
В 1971 году был избран художником года, а 1963 году награждён высшей государственной наградой для деятелей искусства — медалью «Pro Finlandia».